# Dochters van het Kruis, Zusters van Sint-Andreas

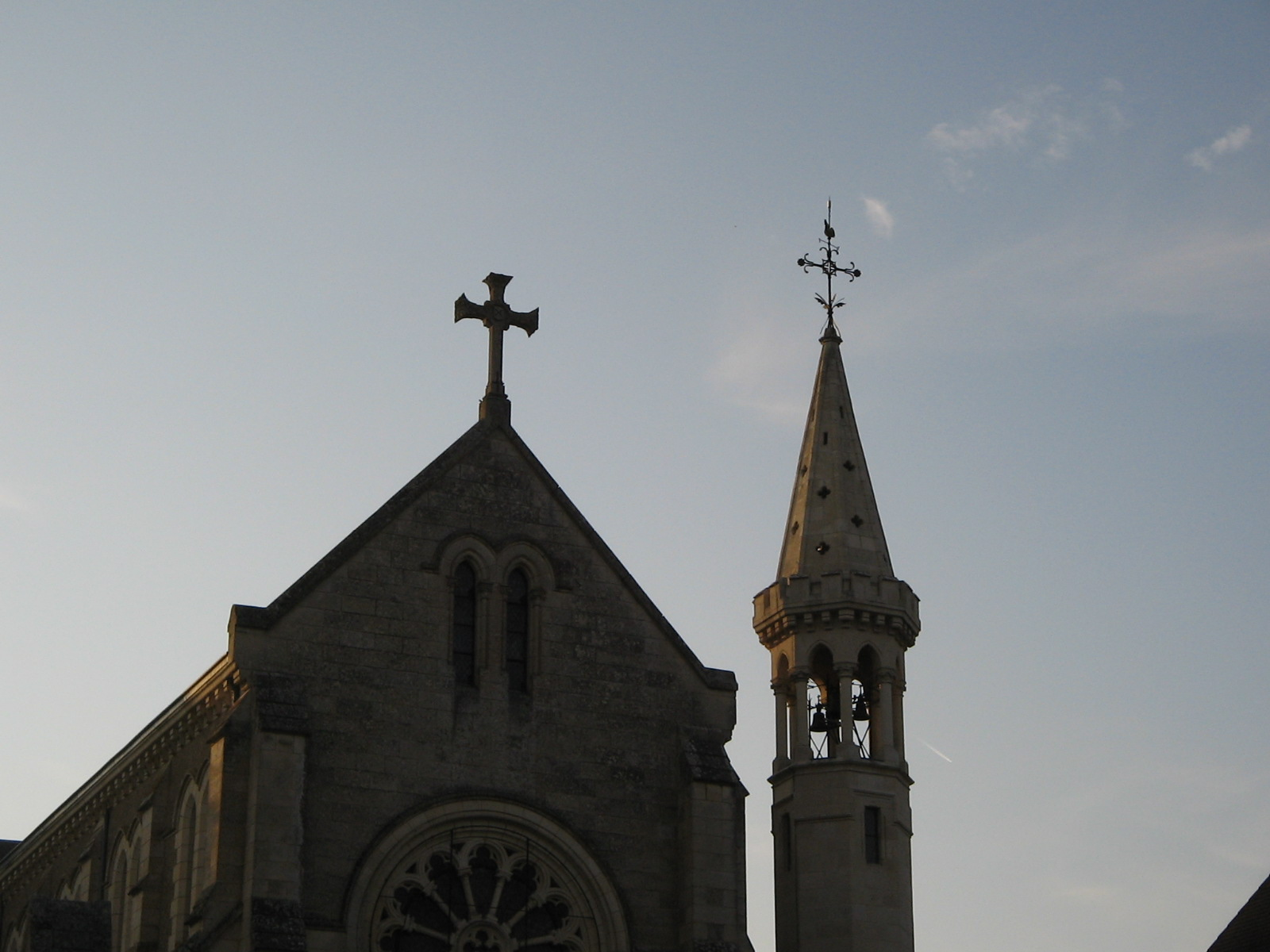
Kapel van het klooster van de Dochters van het Kruis in La Puye

De Dochters van het Kruis, ook Zusters van Sint-Andreas genoemd (F.D.L.C., Frans: Filles de la Croix), is een rooms-katholieke congregatie van vrouwelijke religieuzen. De congregatie werd aan het begin van de negentiende eeuw gesticht in Frankrijk door Jeanne-Élisabeth Bichier des Âges en priester André-Hubert Fournet. Het moederhuis bevindt zich in La Puye (departement Vienne).

## Geschiedenis
De congregatie werd in 1807 gesticht in Maillé (Vienne), waar André-Hubert Fournet (1752-1834) parochiepriester was. Jeanne-Élisabeth Bichier des Âges (1773-1838) had een religieuze roeping. Ze had eerder een meisjesschool opgericht in Béthines, in een woning die toebehoorde aan haar familie. Na een verblijf van een jaar in een klooster in Poitiers vormde ze samen met vier andere vrouwen een kloostergemeenschap in Maillé. In 1807 legden ze de eeuwige geloften af. De congregatie werd in 1812 erkend en legde zich toe op de ziekenzorg en op het christelijk onderwijs van jonge meisjes. De congregatie groeide en het moederhuis verhuisde in 1820 naar de priorij van La Puye. Na de dood van Fournet werd Bichier des Âges (zuster Élisabeth) de algemeen overste van de congregatie die in 1830 al 63 vestigingen telde.
Er werden ook kloosters buiten Frankrijk geopend, onder andere in Italië (1851), Spanje (1859), België (1904), Canada (1904), Argentinië (1904), Congo (1955), Ivoorkust (1965) en Thailand (2009).

## Bekende leden
- Jeanne-Élisabeth Bichier des Âges (1773-1838), stichteres die in 1947 heilig werd verklaard;
- Maria Laura Mainetti (1939-2000), Italiaanse zuster die vermoord werd en eerbiedwaardig werd verklaard.[4]